# Storm (wind)

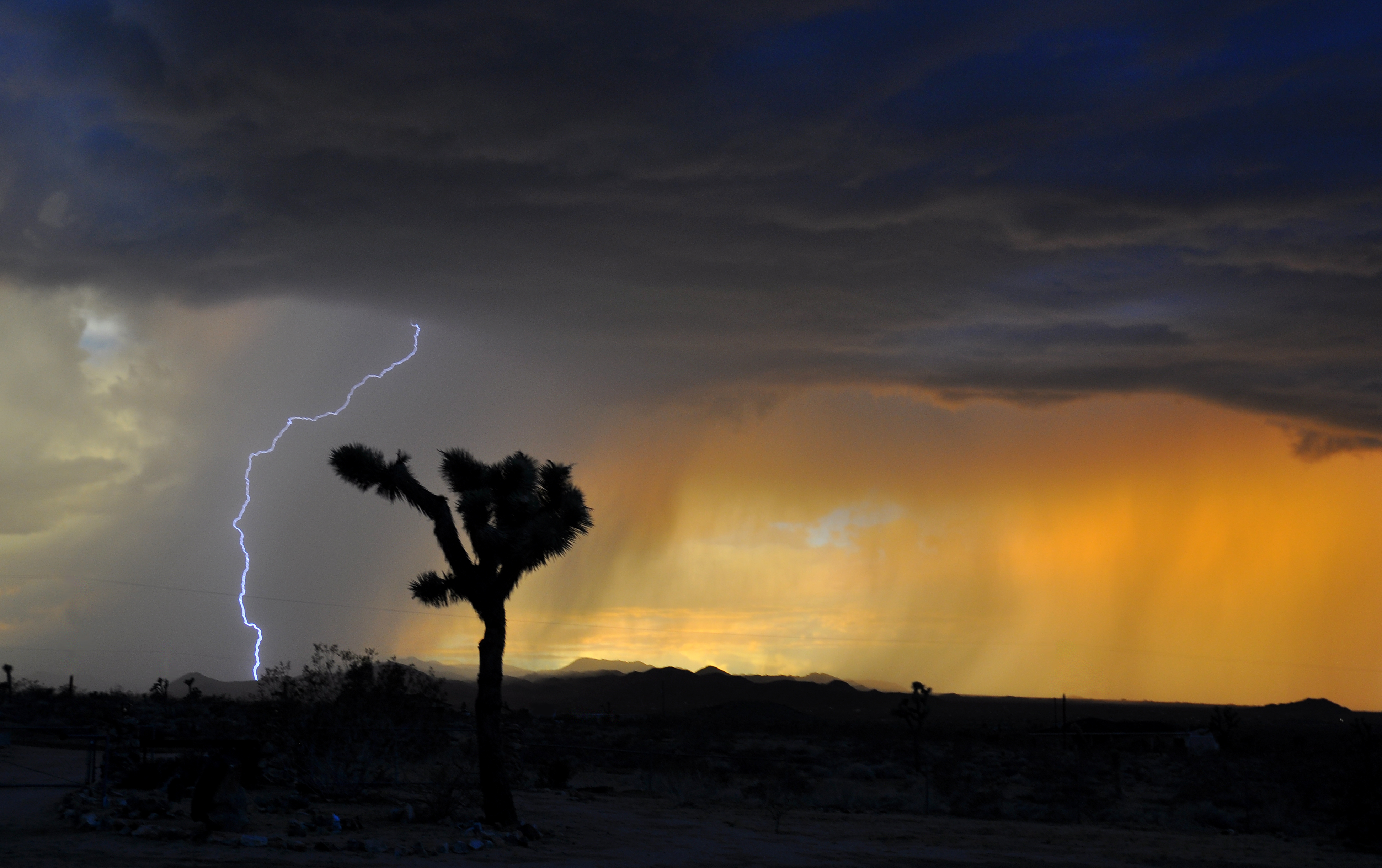
Storm in de Mojavewoestijn

Storm is een zeer harde wind binnen een grootschalig weersysteem, een depressie. Het gebied binnen een depressie waar stormkracht heerst, heet het stormveld. Storm is gedefinieerd als wind met een windkracht van 9 of meer op de schaal van Beaufort. Dat betekent dat de gemiddelde snelheid van de wind gedurende 10 minuten een snelheid bereikt van ten minste 75 km/h. Is de windsnelheid gemiddeld over 10 minuten ten minste 90 km/h dan wordt gesproken van zware storm, windkracht 10. Bij een gemiddelde snelheid van 103 km/h spreekt men van zeer zware storm, windkracht 11. Dit lemma gaat in de tabel voor Nederland uit van ten minste 100 km/h.

## Windstoten of windvlagen
Wind is nooit constant en bevat periodes waarin de snelheid flink hoger kan zijn. Tijdens windstoten liggen de snelheden bij een storm in het algemeen enkele tientallen km/h hoger. Windstoten duren echter kort en kunnen daarom niet worden benoemd volgens de schaal van Beaufort, die uitgaat van gemiddelde windsnelheden.

## Storm in de taal
Het begrip "storm" kan ook overdrachtelijk worden gebruikt, bijvoorbeeld in het gezegde "Wie wind zaait, zal storm oogsten." Of: "dit is een storm in een glas water" (het gaat nergens over).

## Weeralarm
Vlagerige wind met uitschieters van ≥56 knopen (>28 m/s, >100 km/h).
In het winterhalfjaar geldt in de kuststrook daarnaast het criterium ≥65 knopen (> 33 m/s, > 120 km/h).
Locatie: minstens twee van de vijf kuststations (Vlissingen, Hoek van Holland, IJmuiden, Den Helder, Terschelling) of landinwaarts over een gebied ten minste ter grootte van het standaardgebied van 50 × 50 km, of een coherente band met een lengte van 50 km.
Dit is het criterium per ingang van het weeralarm dat op 1 februari 2010 is ingegaan.

## Ontstaan van een storm
Storm kan in Nederland en België het hele jaar door voorkomen, maar de kans op een flinke storm die geruime tijd woedt is het grootst in de periode oktober tot en met maart. De temperatuurverschillen tussen het noordelijke en zuidelijke deel van het noordelijk halfrond zijn dan het grootst, waardoor ook de luchtdrukverschillen groot zijn en actieve depressies ontstaan. Wanneer de atmosfeer eenmaal onrustig is kan met een krachtige westelijke luchtstroom op 9 tot 10 kilometer hoogte in de atmosfeer (straalstroom) de ene stormdepressie na de andere onze kusten bereiken. Er kan dan soms twee weken achtereen herhaaldelijk tot stormachtig weer komen.
Hoe zwaar een storm wordt is niet zozeer afhankelijk van de luchtdruk die de depressie in het centrum van de storm bereikt, maar wordt vooral bepaald door grootte van de luchtdrukverschillen in de omgeving van dat centrum. Een lage barometerstand zal daarom niet altijd leiden tot storm. Bij een snelle verandering van de luchtdruk neemt de wind meestal wel flink toe. Het gebied met de grootste luchtdrukverschillen en de krachtigste wind ligt meestal ten zuidwesten of ten westen van de stormdepressie. De zwaarste stormen in Nederland en België worden dan ook veroorzaakt door depressies die over de Noordzee koersen. Trekt de kern van de depressie juist ten zuiden langs dan passeert het windveld ook ten zuiden en blijft de zuidwesterstorm uit. Door een kleine koersverandering van de depressie kan de storm Nederland of België dan ook op het laatste moment missen. Een dergelijke wijziging of een toename van de storm wordt vaak pas op het laatste moment duidelijk. De meteorologen volgen de ontwikkelingen van een storm dan ook op de voet en passen de weersverwachtingen aan als daar aanleiding toe is.

## Noordwesterstorm
Een noordwesterstorm is extra gevaarlijk in Vlaanderen, Nederland en Noord-Duitsland omdat daardoor het water in de Noordzee wordt opgestuwd.
De combinatie van noordwesterstorm met springtij is verantwoordelijk geweest voor verschillende grote overstromingen in Nederland. Onder andere waren dat:
- de tweede Sint-Elisabethsvloed (1421)
- de stormvloed van 1682
- de dramatische Kerstvloed van 1717
- de watersnood van 1953.

Toen de Zuiderzee nog bestond was ook voor gebieden daarlangs de noordwesterstorm gevaarlijk. De Zuiderzee werd in 1932 afgesloten door de Afsluitdijk (1932). De Zuid-Hollandse en Zeeuwse eilanden worden beschermd door de Deltawerken (1950-1997), inclusief de Oosterscheldekering (1986).

## Zuidwesterstorm
Zuidwesterstorm ontstaat boven de Atlantische Oceaan en koerst in min of meer rechte lijn door het Engelse Kanaal de Noordzee in. De zuidwesterstorm kan grote schade toebrengen aan de stranden en duinen, en kan daarbij zeer gevaarlijk voor de aanwezige scheepvaart zijn.

## Zwaarste stormen in Nederland sinds 1910
In onderstaande tabel zijn zware stormen in Nederland sinds 1910 vermeld. Als minimum voor vermelding is een windsnelheid (hoogste uurgemiddelde) van 100 km/h aangehouden. Deze snelheid legt de lat hoger dan de definitie van zware storm bij het KNMI. De lijst is door het KNMI samengesteld op basis van eigen gegevens. Over enkele zware stormen, zoals de stormvloed van 1953, is er een afzonderlijk artikel.
| Jaar | Datum          | Windsnelheid (hoogste uurgemiddelde) | Windsnelheid (hoogste uurgemiddelde) | Windsnelheid (hoogste uurgemiddelde) | Zwaarste windstoot | Zwaarste windstoot | Plaats                      |
| Jaar | Datum          | Bft                                  | m/s                                  | km/h                                 | m/s                | km/h               | Plaats                      |
| ---- | -------------- | ------------------------------------ | ------------------------------------ | ------------------------------------ | ------------------ | ------------------ | --------------------------- |
| 1911 | 30 sep - 1 okt | 11                                   | 30                                   | 108                                  | 38                 | 137                | Hoek van Holland            |
| 1913 | 26 - 27 dec    | 10                                   | 28                                   | 101                                  |                    |                    | Vlissingen                  |
| 1914 | 28 - 29 dec    | 11                                   | 32                                   | 115                                  | 42                 | 151                | Vlissingen/Hoek van Holland |
| 1920 | 11 jan         | 10                                   | 28                                   | 101                                  |                    |                    | Vlissingen                  |
| 1921 | 6 nov          | 11                                   | 32                                   | 115                                  | 45                 | 162                | Hoek van Holland            |
| 1928 | 25 nov         | 10                                   | 28                                   | 101                                  | 37                 | 133                | Vlissingen                  |
| 1943 | 7 apr          | 10                                   | 28                                   | 101                                  | 35                 | 126                | Den Helder                  |
| 1944 | 7 sep          | 12                                   | 35                                   | 122                                  |                    |                    | Vlissingen                  |
| 1949 | 1 mrt          | 11                                   | 29                                   | 104                                  | 39                 | 140                | Den Helder                  |
| 1953 | 31 jan - 1 feb | 11                                   | 29                                   | 104                                  | 40                 | 144                | Leeuwarden/Den Helder       |
| 1954 | 21 dec         | 10                                   | 28                                   | 101                                  |                    |                    | Leeuwarden                  |
| 1972 | 13 nov         | 11                                   | 31                                   | 112                                  | 42                 | 151                | IJmuiden/Terschelling       |
| 1973 | 2 apr          | 11                                   | 31                                   | 112                                  | 43                 | 155                | Terschelling/IJmuiden       |
| 1976 | 2 - 3 jan      | 11                                   | 32                                   | 114                                  | 40                 | 144                | IJmuiden/Vlissingen         |
| 1978 | 16 mrt         | 11                                   | 29                                   | 104                                  | 33                 | 119                | Houtrib                     |
| 1983 | 27 nov         | 10                                   | 28                                   | 101                                  | 40                 | 144                | Vlissingen                  |
| 1990 | 25 jan         | 11                                   | 30                                   | 108                                  | 44                 | 158                | IJmuiden/Schiphol           |
| 2002 | 27 okt         | 10                                   | 28                                   | 101                                  | 41                 | 148                | IJmuiden/Vlissingen         |
| 2013 | 28 okt         | 11                                   | 29                                   | 104                                  | 42                 | 151                | Vlieland                    |
| 2018 | 18 jan         | 11                                   | 30                                   | 108                                  | 40                 | 144                | Hoek van Holland            |
| 2022 | 18 feb         | 10                                   | 28                                   | 101                                  | 40                 | 145                | Vlissingen/Cabouw           |
| 2023 | 5 Jul          | 11                                   | 31                                   | 110                                  | 41                 | 146                | IJmuiden                    |

## Naamgeving stormen
Sinds 2015 zijn de meteodiensten Met Éireann (Ierland) en Met Office (Groot-Brittannië) in samenwerkingsverband begonnen met het geven van namen aan stormen. Men hoopt op die wijze bij het grote publiek het gevaar van deze stormen beter onder de aandacht te kunnen brengen, en actie te laten ondernemen om schade en letsel te voorkomen. Zij krijgen de namen, afwisselend vrouwelijk en mannelijk, op volgorde van de letters van het alfabet. Om te voldoen aan de internationale afspraken voor stormnamen, worden de letters Q, U, X, Y en Z niet gebruikt.
Sinds september 2019 is ook het KNMI (Nederland) in deze samenwerking betrokken. Samen vormen zij de westgroep van het EUMETNET, het Europese netwerk van meteodiensten. Stormen waarvoor het KNMI een code oranje of code rood voor windstoten uitgeeft, krijgen per september 2019 een naam. De naam van de eerste storm in dit verband werd gegeven aan die van 9 februari 2020: Ciara (v). De eerste storm Atiyah (v) en de tweede storm Brendan (m) hadden voor Nederland geen gevolgen, dus zijn in Nederland niet gebruikt.
Voor de volgende stormen zijn reeds de namen door de verschillende landen vastgelegd, zoals Dennis (m) door Groot-Brittannië. Nederland heeft de volgende namen ingebracht: Francis, Gerda, Iris, Olivia, Piet, Samir en de namen Jan en Kitty. Jan verwijst naar weerman Jan Pelleboer en Jan Buisman, historisch geograaf en schrijver, en werd Kitty vernoemd naar de joodse KNMI-secretaresse Kittie Koperberg, die in de Tweede Wereldoorlog in kamp Sobibór werd vermoord.
Voor het stormseizoen september 2021 tot augustus 2022 werden weer verschillende namen aangedragen door het KNMI. De eerste naam die door Nederland werd ingebracht was Corrie, naar de eerste vrouwelijke meteoroloog bij het KNMI: Corrie van Dijk. Een andere naamgever is Eunice Foote, die wordt gezien als een van de eerste klimaatwetenschappers. Samen met het Met Office bracht het KNMI de naam Franklin in, naar Frank Kroonenberg. Hij werkte meer dan veertig naar bij het KNMI en was weerpresentator bij NOS. Herman is vernoemd naar Herman Bijvoet, oud-hoofddirecteur van het KNMI en meteoroloog tijdens de Watersnoodramp in 1953. Tot slot is Tineke vernoemd naar Tineke Dijkshoorn, de vrouwelijke winnaar van de Elfstedentocht in 1986.
De complete namenlijst voor het stormseizoen sept 2019 - aug 2020:
Atiyah, Brendan, Ciara, Dennis, Ellen, Francis, Gerda, Hugh, Iris, Jan, Kitty, Liam, Maura, Noah, Olivia, Piet, Róisín, Samir, Tara, Vince, Willow.
De complete namenlijst voor het stormseizoen sept 2021 - aug 2022:
Arwen, Barra, Corrie, Dudley, Eunice, Franklin, Gladys, Herman, Imani,Jack, Kim, Logan, Méabh, Nasim, Olwen, Pól, Ruby, Seán, Tineke, Vergil, Willemien.

## Video's
- Storm aan de Nederlandse kust. Polygoonjournaal, april 1936
- Storm in Nederland. Polygoonjournaal, 1939
- Wolkenpartij in een storm, 100× versneld afgespeeld

## Afbeeldingen

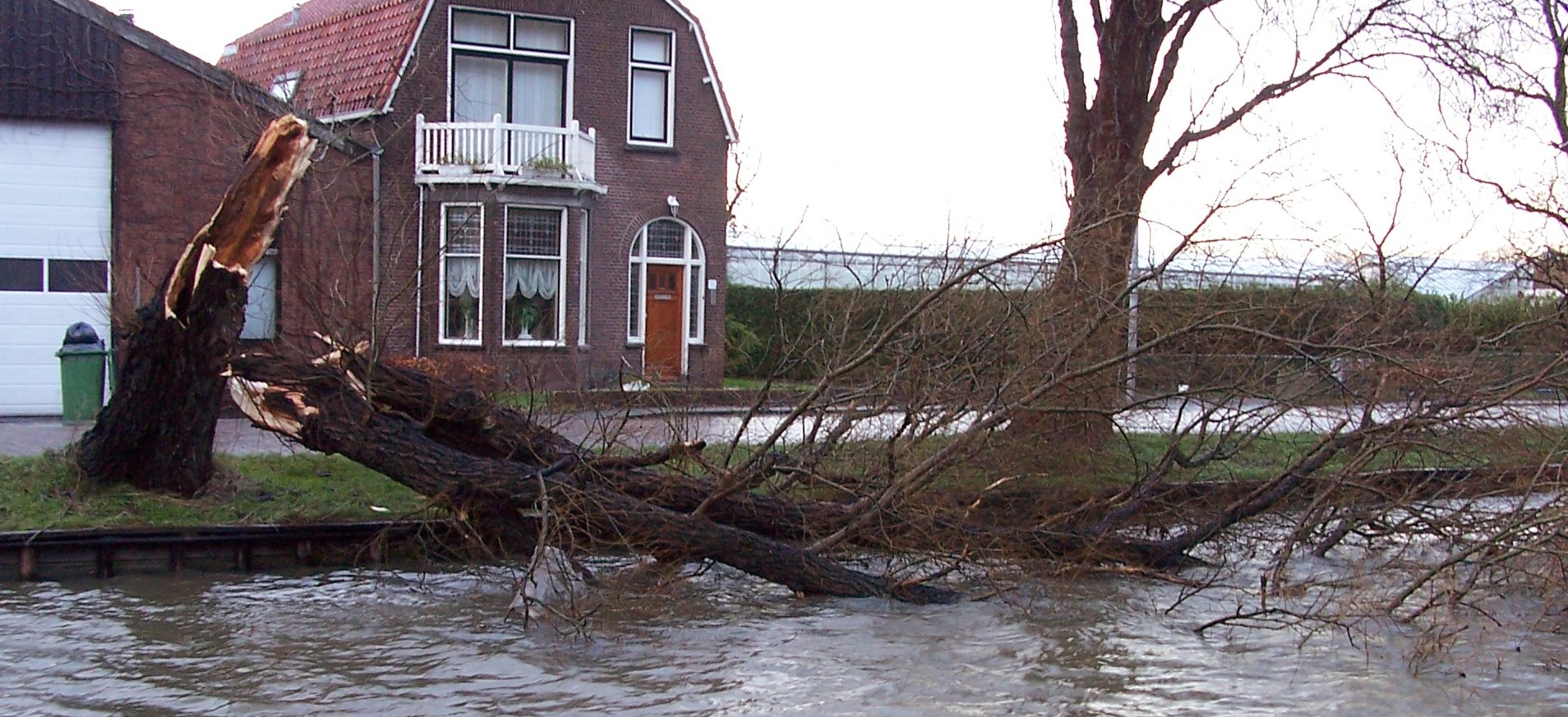
Door harde wind kunnen bomen ontworteld worden of afbreken (Delft, 18/1/2007)
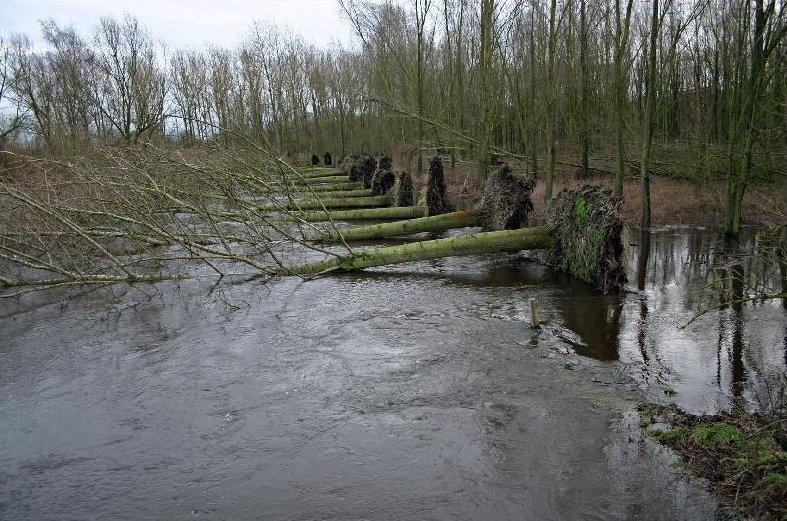
Stormschade, de Dommel (Eindhoven, 18/1/2007)
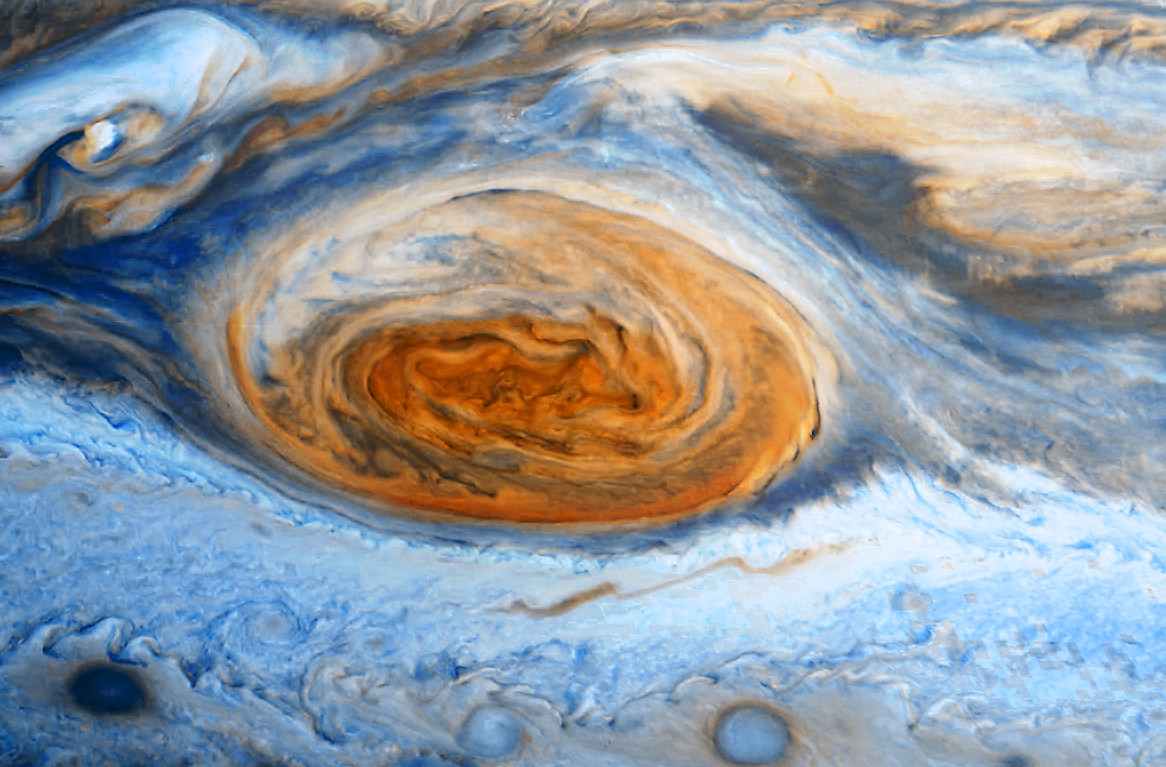
De grote rode vlek, een storm op Jupiter